# David A. King
David A. King a NASA Marshall Space Flight Center tizedik vezetője, mely Huntsville-ben, Alabama államban található az Amerikai Egyesült Államokban. 2003. június 15-én lett kinevezve a posztjára.
David A. King 1983-ban csatlakozott a NASA-hoz. Tanulmányait a University of South Carolina és a Florida Institute of Technology-ban folytatta. A Columbiai űrrepülőgép katasztrófájánál a NASA munkatársa volt (Columbia-katasztrófa, 2003. február 1.).